# Giuseppe Soranzo

Stemma Soranzo

Giuseppe Soranzo (fl. XIX secolo) è stato uno scultore italiano, attivo a Venezia nella seconda metà del XIX secolo.

## Biografia
Scultore veneto, residente a Venezia, fu eccellente modellatore e lavorante assiduo, uno dei più noti scultori del Veneto del tempo.
Molte sono le opere che ha prodotto ed esposto, soprattutto nella sua città di residenza, tra i quali si ricordano un busto in marmo di Andrea Giovanelli, per commissione del Principe Giuseppe Giovanelli, opera del 1881, ed un altro dal titolo Me gò trovà paron.
E ancora una Testa di fanciullo, una personificazione allegorica de L'innocenza e un medaglione in marmo dal titolo Costume romano.
Nel 1883 partecipò all'Esposizione di Belle Arti in Roma con due sculture rappresentanti Il chierico d’occasione e La superbetta, le quali poi presentò, nel 1884, a Torino, insieme a un gruppetto dal titolo A scuola canaglia!.
Nel 1888 espose a Bologna, insieme ai suddetti lavori, una figuretta in bronzo intitolata Naufrago.
Prese pure parte alla Mostra di Belle Arti in Firenze, con alcuni lavori già menzionati.